# Банту (языки)
Языки ба́нту — группа бантоидных языков бенуэ-конголезской семьи. Распространены в странах Африки южнее Сахары от Нигерии и Камеруна на западе до Кении на востоке и к югу континента, включая ЮАР. Точных данных о числе говорящих нет.
Языки банту широко используются в повседневном общении, хотя далеко не во всех странах имеют статус официальных языков: исключение составляют суахили, широко распространённый как лингва-франка в Восточной Африке (официальный в Танзании, Кении и Уганде), и ряд языков Южной Африки, имеющих официальный статус в ЮАР, Лесото, Ботсване, Эсватини и Зимбабве. Многие языки банту имеют статус региональных.
С лингвистической точки зрения языки банту, хотя и распространены на огромных пространствах Африки, сравнительно близки друг к другу. Это связано с тем, что расселение бантуязычных народов относится к сравнительно недавнему прошлому (разделение на северо-западную и центральную группы датируется примерно II тысячелетием до н. э, а распад центральной группы — концом I тысячелетия до н. э. (это ненамного древнее распада германских языков). Кроме того, существенную роль в бантуском ареале играли, по-видимому, конвергентные процессы и ареальные факторы, что также обусловливает близость языков друг к другу.

## Распространение
Языки группы банту распространены по всей Центральной, Восточной и Южной Африке: на них говорят в Камеруне, Нигерии, Габоне, Экваториальной Гвинее, Республике Конго, Демократической Республике Конго, Центральноафриканской Республике, Анголе, Руанде, Бурунди, Уганде, Кении, Танзании, на юге Сомали, в Замбии, Малави, Мозамбике, Зимбабве, Намибии, Ботсване, Лесото, Эсватини, ЮАР, на Коморских Островах. Небольшие группы носителей языков банту существуют также вне Африки, как, например, носители сидди, диалекта суахили, осевшие в Пакистане.
Суахили является одним из рабочих языков Африканского союза. В ряде стран Африки языки банту имеют официальный статус: суахили в Кении, Танзании, Уганде, сесото в Лесото и ЮАР, тсвана в Ботсване и ЮАР, свати в Эсватини и ЮАР, шона в Зимбабве, рунди в Бурунди, руанда в Руанде, северный сото, венда, ндебеле, тсонга, зулу, коса в ЮАР. Во многих странах языки банту имеют статус региональных, на них ведется преподавание в школах, осуществляется управление.

## Классификация

### Внешние связи
Языки банту входят в южную подветвь бантоидных языков наряду с другими, гораздо меньшими по числу носителей группами (тивоидной, бебоидной, грассфилдской и др.), которые, в свою очередь, входят в бенуэ-конголезскую семью. Иногда к группе банту, для отличения её от других бантоидных (ранее называвшихся «полу-банту») языков, прилагается название «узкие банту». В то же время в ряде работ подвергается сомнению чёткое разделение традиционной группы «узких банту» и «бантоидных» языков, которые при таком подходе также относятся к банту.
К группе банту относится около 500 языков (оценка затруднена из-за трудностей определения некоторых идиомов как языков или диалектов), при общей оценке численности нигеро-конголезской семьи в 1400 языков. По площади и числу говорящих языки банту также занимают ведущее место в нигеро-конголезской макросемье.

### Состав
Общепринятой классификации языков банту, которая отражала бы историю распада этой семьи, подобно дереву индоевропейских или финно-угорских языков, до сих пор не существует. Попытки классификации предпринимались уже достаточно давно (так, свою версию предложил известный южноафриканский исследователь К. М. Док), однако наибольшее распространение получила ареальная классификация, предложенная Малкомом Гасри) в 1948 году. На её основе были созданы также известные классификации Тервюренской школы (по бельгийскому городу Тервюрен, где расположен Королевский музей Центральной Африки) и Летнего лингвистического института (которая используется в Ethnologue). При этом классификации Гасри и SIL основаны в первую очередь на ареальных, а не на исторических критериях. Тервюренская школа пользуется также методами лексикостатистики. SIL, вслед за Тервюренской школой, выделяет особую зону J, которой у Гасри нет.
Обновленная версия классификации Гасри с учётом данных тервюренской классификации и SIL предложена в работе Maho 2003. Её последнюю версию можно найти на странице автора этой работы.
В рамках этих классификаций самые крупные единицы — зоны — обозначаются заглавными латинскими буквами, а подгруппы в рамках зон — цифрами. Отдельные языки обычно кодируются с помощью двухзначных цифр в рамках зон. Так, например, в южных языках банту (зона S) выделяется группа S40 (языки нгуни), в которую входят языки S41 (коса), S42 (зулу), S43 (свати) и S44 (северный ндебеле).
Ниже приводится список зон и основных языков, которые к ним относятся:
Согласно классификации М. Гасри выделяется 15 языковых зон (с уточнениями, население отдельных народов — по состоянию на середину 1980-х годов, всего по зонам — на начало 2000-х годов):
- Зона A. Языки Камеруна и пограничных с ним стран. Приблизительно 52-53 языка. Языки фанг, или пангве (2,48 млн человек: Камерун — 72,7 %, Габон — 16,2 %, Экваториальная Гвинея — 10,9 %), дуала, или плайеро (1,01 млн.: Камерун — 99 %, Экв. Гвинея — 1 %), Мака (620 тыс.: Камерун — 72,6 %, ЦАР — 16,9 %, Конго — 4,8 %, Габон — 4,8 %, в Экв. Гвинея — 0,8 %), лунду (250 тыс. в Камеруне), баса (100 тыс. в Камеруне), буби (55 тыс. в Экваториальной Гвинее), кота, или бакота (55 тыс.: Габон — 72,6 %, Конго — 27,3 %), балонг, бенга, бафиа, квасио, кого, мпемо, нджем, сво. Всего 5,1 млн человек (на начало 2000-х годов).
- Зона B. Языки Конго, Габона и северо-западных областей Заира (ДРК). Всего 52 языка. Языки батеке, тиене[англ.] (865 тыс.: Конго (Заир) — 98 %, Габон — 1,7 %), мбете (240 тыс.: Габон — 2/3, Конго — 1/3), саката, или басаката[англ.], а также языки бома[англ.]-дзинг[англ.], нзади[англ.] (200 тыс. в Конго-Заир), мьене, или мпонгве (175 тыс.: в Габон — 97 %, Экваториальная Гвинея — 2,9 %), тсого, или тсаанги (90 тыс. чел: Габон — 1/2, Конго — 1/2), келе[англ.] (20 тыс. в Габоне), нджеби, янзи, мпуоно[англ.]. Всего 1,6 млн человек.
- Зона C. Языки Заира (ДРК) и Конго. Около 69 языков. Языки лингала (и близкие монго, лиа-нтомба[англ.], тетела, денгесе[англ.], локеле[англ.] (келе), 4,26 млн чел. в Конго-Заир), банги[англ.], сенгеле[англ.] и язык нгала (1,82 млн.: Конго-Заир — 98,9 %, Конго — 1,1 %), боа[англ.], пагибете[англ.] (730 тыс. в Конго-Заир), нгомбе[англ.], и язык мабиджа, или мбуджа (500 тыс. в Заире), куба, или бакуба (280 тыс. в Конго-Заир), мбоши (190 тыс. в Конго), нгунди, или бонгили и нгири, бала[англ.] (175 тыс.: Конго-Заир — 45,7 %, Габон — 34,3 %, ЦАР — 11,4 %, Конго — 8,6 %), нгандо, аква, мбока, бабанго[англ.], бангала[англ.], болоки[англ.], будза[англ.], лусенго[англ.], мангала, ндоло[англ.], бушонг[англ.], вонго[англ.], а также племена пигмеев (кви, кола, или бакола, коа, 20 тыс.: Камерун 75 %, Габон 25 %). Всего 6,2 млн человек.
- Зона D. Языки Заира (ДРК) и Судана. Около 32 языков. Языки лега[англ.], зимба[англ.] (400 тыс. чел. в Конго-Заир), комо, или бакомо (400 тыс. чел. в Конго-Заир), ленгола, лика, мболе, энья, холохоло, бира[англ.], хуку, ньянга[англ.], бембе, нгбинда[англ.]. Всего 2,3 млн человек.
- Зона E. Языки Кении и северной Танзании. Около 36 языков. Языки кикуйю (4 млн чел. в Кении), камба (2,15 млн в Кении), гусии, или кисии (1,2 млн в Кении), меру (1,05 млн в Кении), чага и парре (1 млн в Танзании), миджикенда (900 тыс. в Кении), ньика (480 тыс. в Танзании), таита (300 тыс.: Кения — 2/3, Танзания — 1/3), эмбу (220 тыс. в Кении), куриа (110 тыс. в Кении), покомо и риверине (50 тыс. в Кении), тавета, или таита (10 тыс. в Кении). Всего 16 млн человек.
- Зона F. Языки центральной и западной Танзании. Около 16 языков. Языки: ньямвези, сукума, ньятуру (4,3 млн чел. в Танзании), иламба, ланги (580 тыс. в Танзании), фипа и ньямвага (350 тыс.: Танзания — 71,4 %, Малави — 28,6 %), тонгве, мамбве, рунгу, кононго, мбугве. Всего 7 млн человек.
- Зона G. Языки восточной Танзании, островов Занзибар и Пемба. Около 36 языков. Языки: суахили (2,06 млн чел.: Танзания — 87,4 %, Конго (Заир) — 4,9 %, Мозамбик — 4,9 %, Малави — 1 %, Кения — 0,5 %, Уганда — 0,5 %), хехе, санго, бена и поголо (1,4 млн в Танзании), кинга, ньякуса и матенго (1,1 млн в Танзании), зарама, или сагара, лугуру (1 млн в Танзании), шамбала, зигула (870 тыс. в Танзании), гого (800 тыс. в Танзании), ха (700 тыс. в Танзании), кагулу, или кагуру, бондей. Всего 8,5 млн человек.
- Зона H. Языки юга Конго, крайнего запада Конго-Заир (ДРК) и северной Анголы. Около 22 языков. Языки: конго, и родственные йембе и яка[англ.], юнго[англ.], янси[англ.] (7 млн человек: Конго-Заир — 65,8 %, Ангола — 14,5 %, Конго — 11,2 %, Уганда — 0,39 %, Габон — 0,2 %), амбунду (1,8 млн в Анголе), лунда, салампасу[англ.] (800 тыс.: Замбия — 1/2, Конго-Заир — 37,5 %, Ангола — 12,5 %), луимби и нгангуела (470 тыс.: Ангола — 95,7 %, Замбия — 4,3 %), мбунда (255 тыс.: Ангола — 39,2 %, Конго-Заир — 31,4 %, Замбия — 29,4 %), ланди, бемба, йомбе, вили, сунде[англ.], суку[англ.], хунгана[англ.]. Всего 12,5 млн человек.
- Зона J. Включает ряд групп языков которые Гасри относил к зонам D и E. Около 45 языков. Языки: руанда, или киньяруанда (9,54 млн чел.: Руанда — 56,1 %, Конго-Заир — 33,5 %, Уганда — 8,9 %, Бурунди — 1,1 %), рунди, или кьярунди (6,69 млн.: Бурунди — 63,7 %, Конго-Заир — 17,9 %, Танзания — 7,47 %, Уганда — 6,7 %, Руанда — 4,2 %), лухья (3,18 млн.: Кения — 81,8 %, Танзания — 18,2 %), ганда (2,61 млн.: Уганда — 99,6 %, Танзания — 0,38 %), Хайя и зиба (1,2 млн в Танзании), сога (1,2 млн в Танзании), масаба и гишу (1,05 в Уганде), чига, или кига (1 млн в Уганде), конзо (650 тыс.: Конго-Заир — 69,2 %, Уганда — 30,8 %), ньоро (540 тыс.: Уганда — 88,9 %, Конго-Заир — 11,1 %), торо (470 тыс. в Уганде), роголи, ши[англ.]. Всего 35 млн человек.
- Зона K. Языки юго-востока Анголы, северо-запада Замбии, Ботсваны. Около 27 языков. Языки: чокве (920 тыс. чел.: Конго-Заир — 62 %, Ангола — 38 %), луэна (720 тыс.: Замбия — 44,4 %, Ангола — 41,7 %, Конго-Заир — 13,9 %), лучази (220 тыс.: Ангола — 91 %, Замбия — 9 %), мбуэла, или вамбуэла (35 тыс.: Замбия 57 %, Ангола — 42,9 %), субиа (25 тыс.: Намибия — 40 %, Замбия — 40 %, Ботсвана — 20 %), пенде[англ.], холу, руунд[англ.], квангали, дируку. Всего 4,6 млн человек.
- Зона L. Языки юга Заира (ДРК), Анголы, Замбии, Ботсваны. А разных классификациях включает пять или шесть групп и от 14 до 18 языков. Языки: луба, будья[англ.], лвалу[англ.], бинджи (5,64 млн чел.: Конго-Заир — 99,4 %, Замбия — 0,35 %, Танзания — 0,18 %), нкойя (170 тыс. в Замбии), бвиле[англ.], сонге[англ.], каонде[англ.], каньок, квесе[англ.], мбала[англ.]. Всего 10,6 млн человек.
- Зона M. Языки Танзании, Замбии, Малави, Заира (ДРК). Около 20 языков. Языки: бемба (2,25 млн чел.: Замбия — 97,8 %, Танзания — 2,22 %), тонга (1,49 млн.: Замбия — 69,4 %, Конго — 19,2 %, Зимбабве — 11,4 %), ньякуса (70 тыс. в Малави), ламбья, ньика, сафва, биса, ламба, лендже, ила, таабва[англ.]. Всего 9 млн человек.
- Зона N. Языки Танзании, Малави и центрального Мозамбика. Около 13 языков. Делится на 4 группы. Языки: малави и родственные чева, нсенга (6,52 млн чел.: Малави — 57,5 %, Мозамбик — 24,5 %, Замбия — 13 %, Танзания — 3,07 %, Зимбабве — 1,23 %), нгони, или ангони (980 тыс.: Малави — 44 %, Танзания — 27,6 %, Замбия — 23,5 %, Мозамбик — 5,1 %), ньяса, или манда, тумбуку, сена, кунда. Всего 14 млн человек.
- Зона P. Языки северо-восточного Мозамбика и юго-восточной Танзании. Около 29 языков. Языки: макуа (7,75 млн чел.: Мозамбик — 81,3 %, Малави — 15,2 %, Танзания — 2,8 %), яо, или ваяо (1,85 млн.: Малави — 45,9 %, Танзания — 27 %, Мозамбик — 27 %), маконде (1,28 млн: Танзания — 93,8 %, Мозамбик — 6,2 %), матумби, мвера, ломве. Всего 12,6 млн человек.
- Зона R. Языки юго-западной Анголы, севера Намибии и Ботсваны. Около 12 языков. Языки: овимбунду (3,1 млн чел. в Анголе), амбо, или овамбо и ндонга (730 тыс.: Намибия — 72,6 %, Ангола — 27,4 %), ньянека и хумбе (450 тыс. в Анголе), гереро (140 тыс.: Намибия — 57 %, Ангола — 42,9 %), йеен и каванго (130 тыс.: Намибия — 96 %, Ботсвана — 3,8 %). Всего 5,8 млн человек.
- Зона S. Языки Зимбабве, ЮАР, южного Мозамбика, южной Ботсваны, Лесото и Эсватини. Около 26 языков. Языки: шона (7,05 млн чел.: Зимбабве — 76,7 %, Мозамбик — 21,3 %, Ботсвана — 1,8 %), зулу (6,275 млн.: ЮАР — 96 %, Лесото — 2,7 %), коса (5,6 млн.: ЮАР — 99,1 %, Ботсвана — 0,08 %), тсонга, или шангаан (4,5 млн.: Мозамбик — 69 %, ЮАР — 24,4 %, Зимбабве — 6,2 %), тсвана (3,63 млн.: ЮАР — 77 %, Ботсвана — 20,9 %, Зимбабве — 1,65 %), суто (3,175 млн.: ЮАР — 59,7 %, Лесото — 39,9 %), педи, или северные суто (2,59 млн.: ЮАР — 96,5 %, Зимбабве — 3,1 %), свази (1,435 млн.: ЮАР — 63,9 %, Эсватини — 35,4 %), матебеле, или ндебеле (1,953 млн.: Зимбабве — 63,5 %, ЮАР — 35,8 %), венда (930 тыс.: ЮАР — 75,3 %, Зимбабве — 24,7 %), лози (607 тыс.: Замбия — 98,8 %, Ботсвана — 1,15 %). Всего 58 млн человек.

## Лингвистическая характеристика
Языки банту относятся к языкам агглютинативно-синтетического типа с рядом черт флективных языков. Фонологическая система отличается разнообразием звуковых типов.

### Фонетика и фонология

#### Гласные
Для прабанту реконструируется семичленная вокалическая система, с одним гласным нижнего подъёма, двумя гласными среднего подъёма и четырьмя верхними гласными, противопоставленными по признаку «продвинутости корня языка» ([ATR]).
|         | Передние | Центральные | Задние |
| ------- | -------- | ----------- | ------ |
| Верхние | į        |             | ų      |
| Верхние | ɪ        |             | ʊ      |
| Средние | e        |             | o      |
| Нижние  |          | a           |        |

Напряжённые гласные верхнего подъёма ([+ATR], или «сверхвысокие»), возможно, характеризовались дополнительной артикуляцией согласного типа, заключающейся в небольшой вибрации языка, похожей на жужжание (в ряде диалектов социолектов шведского языка подобный звук известен как Viby-i  (швед.)). Именно с этим связано то воздействие, которые они оказывали на предшествующие согласные.
Во многих языках такая система сохраняется в неизменном виде (например, в нанде J.42 или тсвана S.31, где, правда, существуют нефонологические [e] и [o]). В других языках, главным образом на западе ареала (например, койо C.24), семичленная система сохраняется, однако контраст по [ATR] существует у гласных среднего подъёма ([e]~[ɛ]). Существуют, однако, как более простые, так и гораздо более сложные системы. Например, в суахили гласных всего пять (совпали два типа верхних гласных), а в языках типа буду D.35, напротив, наблюдается треугольная девятичленная система с контрастом по [ATR] у всех ненижних гласных. В ряде языков северо-западной зоны (например, бафиа A.53) гласных также девять, однако система там не треугольная, а прямоугольная за счёт наличия непередных неогубленных гласных типа [ə] и [ɯ]. В языке теке B.70 подобная система расширена за счёт наличия назализованных гласных (подобные системы гласных встречаются в других бантоидных языках, в частности в грассфилдских). Максимальное число гласных в языках банту — 14.

#### Согласные
Для прабанту восстанавливается достаточно простая система согласных, представленная на таблице:
|         | Губные | Переднеязычные | Палатальные | Велярные |
| ------- | ------ | -------------- | ----------- | -------- |
| Глухие  | p      | t              | c           | k        |
| Звонкие | b/β    | d/l            | ɟ/j         | g/ɣ      |
| Носовые | m      | n              | ɲ           |          |

Не все исследователи согласны, как необходимо восстанавливать звонкие шумные: как взрывные или фрикативные. Кроме того, палатальные взрывные могли быть аффрикатами [tʃ], [dʒ]. В части языков палатальные отражаются как зубные спиранты [s], [z], однако чаще их рефлексы выступают как палатальные.
В современных языках банту системы согласных могут быть гораздо более сложными. Они расширяются за счёт введения отдельных рядов спирантов, аффрикат и пр., введения дополнительных контрастов по ларингальным признакам (имплозивные, эйективные, придыхательные) и дополнительным артикуляциям (например, лабиодентальные в шона). Так, например, в суахили возможно имплозивное произношение звонких взрывных, а в зулу имплозивный [ɓ] противопоставлен обычному [b]. Во многих языках развиваются аспирированные, в частности, в контакте с носовыми (например, в чева N.31, конго H.10, суахили), ср. в конго ku-pun-a 'обмануть', ku-m-phun-a 'обмануть меня'. После носовых также могут развиваться аффрикаты: конго ku-fil-a 'вести', ku-m-pfil-a 'вести меня'.
В ряде языков также вводятся новые контрасты по месту образования. Например, в венда губно-губные взрывные и спиранты противопоставлены губно-зубным, а зубные — альвеолярным. На северо-западе ареала встречаются лабиовелярные взрывные [k͡p], [ɡ͡b] (которые есть также в других бантоидных языках), а в ряде языков южного ареала (главными образом зоны S, но также йейи), контактировавших с койсанскими языками, представлены щёлкающие согласные.
Для некоторых языков банту выполняется закон Майнхофа, при котором кластер из носового и звонкого согласных звуков (NC-кластер) упрощается до одного носового согласного, если он соседствует с другим звонким NC-кластером или отдельно стоящим носовым согласным. Данный фонетический закон назван в честь немецкого лингвиста Карла Майнхофа, который сформулировал его в 1913 году. Согласно Мееюссену, как минимум в 55 языках банту закон Майхофа себя не проявляет.

#### Структура слога
Для прабанту, как и для большинства современных языков, была характерна сильная тенденция к открытости слога. В праязыке существовала, вероятно, оппозиция по долготе у гласных (ср. *pád- 'царапать' и *páad- 'ссориться'). Именные корни имеют преимущественно форму CV(V)CV (также возможны односложные корни и неприкрытые слоги), для глагольных корней типична структура CVC, однако поскольку глагольные суффиксы имеют в основном структуру VC, а глагольные словоформы обязаны иметь в конце так называемый «конечный гласный» (англ. final vowel), для словоформ характерны открытые слоги.
В прабанту существовали также неприкрытые слоги: в корнях часто за счет выпадения звуков в более ранний период; структура V характерна также для именных префиксов и препрефиксов («аугментов»). Существовал слоговой назальный согласный, присутствовавший, в частности, в префиксах классов IX и X (см. ниже); в современных языках также существуют слоговые назальные, отражающие сочетания типа «назальный + гласный»: ср. прабанту *mu-ntu 'человек' и суахили m-to. Во многих языках существуют слоговые назальные префиксы первого лица единственного числа: они восходят к прабанту *ni-.
В рамках слова допустимо очень небольшое число стечений согласных. В прабанту допускались только кластеры типа «носовой + взрывной», при этом иногда они анализируются как единые «преназализованные» согласные. Во многих языках (например, луганда J.15) перед такими кластерами происходит удлинение гласной. Кластеры возможны также в заимствованиях: суахили mkristo 'христианин'. Во многих языках, напротив, недопустимые сочетания разбиваются эпентетическими гласными: ср. зулу isikole 'школа' из африк. skool.
Многие современные языки в той или иной мере отходят от стандарта прабанту. Так, например, в тсвана нейтрализуется противопоставление по долготе: *dóot 'сон', тсвана lór-. В ганда развивается противопоставление долгих и кратких согласных. В языке рувунд L.54 допустимы закрытые слоги, так как конечные гласные в нём претерпели апокопу, а во многих языках северо-западной зоны (например, баса) кроме апокопы происходит ещё и синкопа — выпадение гласных в середине слова.

### Морфология и синтаксис
Типологическая особенность языков банту — система согласовательных именных классов с префиксальными показателями. Количество именных классов варьируется от 10 на западе до 20 на востоке и юге. Морфологическая структура глагола состоит из цепочки аффиксов, выражающих различные категориальные значения. Категория актантных отношений представлена системой субъектно-объектных местоименно-глагольных согласовательных форм и деривативными формами (суффиксами) пассива, каузатива, аппликатива, нейтро-пассива, реципрока, реверсива. Аспектно-темпорально-таксисные формы полисемантичны, отсюда невозможность их однозначного описания. Для категории времени в ряде языков банту характерно наличие категории временной дистанции. Порядок слов в большинстве языков — «субъект + предикат + объект» или «предикат + объект». Вершинное имя определяет согласование членов атрибутивной синтагмы, находящихся в постпозиции.

## Современное состояние
Письменности для большинства языков банту созданы в конце XIX века на базе латинского алфавита. Языки банту наиболее изучены среди бантоидных языков (об исследовании языков банту см. Бантуистика).